# Mikk Pahapill
Mikk Pahapill (* 18. července 1983 Kuressaare) je estonský atlet, halový mistr Evropy v sedmiboji.

## Kariéra
Na letních olympijských hrách v Pekingu skončil s celkovým součtem 8 178 bodů (OR) na jedenáctém místě. Na halovém ME 2009 v italském Turíně předvedl v sedmiboji výkon 6 362 bodů a jen o dvanáct bodů zaostal za estonským rekordem, který drží bývalý vícebojař Erki Nool součtem 6 374 bodů. Druhý Oleksij Kasjanov z Ukrajiny ztratil na vítěze více než 150 bodů. Smolné pro něj bylo naopak mistrovství světa 2009 v Berlíně, kde v druhé disciplíně prvého dne, ve skoku dalekém třikrát přešlápl. Po třetí disciplíně (vrh koulí) desetiboj ukončil.
V roce 2010 si vytvořil na ME v atletice v Barceloně výkonem 8 298 bodů nový osobní rekord. Tento výkon mu však stačil na čtvrté místo, když od bronzové medaile, kterou vybojoval Bělorus Andrej Kravčenko ho dělilo 72 bodů.
Jeho trenérkou je bývalá litevská vícebojařka Remigija Nazarovienė, bronzová medailistka z mistrovství světa 1997.